# Universidad de Foggia
La Universidad de Foggia (Università degli Studi di Foggia, en italiano), comienza en 1999 en Foggia (Italia).

## Organización
La universidad está dividida en 6 facultades:
- Facultad de Agricultura
- Facultad de Filosofía
- Facultad de Derecho
- Facultad de Medicina y Cirugía
- Facultad de Economía

## Rectores
- Antonio Muscio (1999-2008)
- Giuliano Volpe (2008-2013)
- Maurizio Ricci (2013-2019)
- Pierpaolo Limone (2019-2023)
- Lorenzo Lo Muzio (presente)